# ドーニャ・タデア・アリアス・デ・エンリケスの肖像
『ドーニャ・タデア・アリアス・デ・エンリケスの肖像』（ドーニャ・タデア・アリアス・デ・エンリケスのしょうぞう、西: Retrato Doña de Tadea Arias de Enríquez, 英: Portrait of Doña Tadea Arias de Enríquez）は、スペインのロマン主義の巨匠フランシスコ・デ・ゴヤが1787年から1789年頃に制作した肖像画である。油彩。下級貴族出身の女性タデア・アリアス・デ・エンリケス（Tadea Arias de Enríquez）を描いている。現在はマドリードのプラド美術館に所蔵されている。

## 人物
タデア・アリアスは1770年にスペイン北部のバレンシア県カストロモチョで生まれた。彼女は生涯で3度の結婚を経験し、1789年にトマス・デ・レオン（Tomás de León）と最初の結婚をした。この人物はオスーナ公爵が連隊長を務めていたアメリカ連隊の退役大尉であった。肖像画の依頼はオスーナ公爵家とトマス・デ・レオンの親しい関係からもたらされたと考えられる。トマス・デ・レオンが1793年に死去すると、タデアは同年のうちにアンダルシア州マラガ県、ベレス＝マラガの沿岸警備歩兵中隊長、終身議員であったペドロ・エンリケス・イ・ブラボ（Pedro Antonio Enríquez y Bravo）と再婚した。さらにペドロ・エンリケスが1805年に死去すると、フェルナンド・デ・ビリャヌエバ・イ・パルドス（Fernando Villanueva y Pardos）と3度目の結婚をした。1855年に85歳で死去。

## 作品

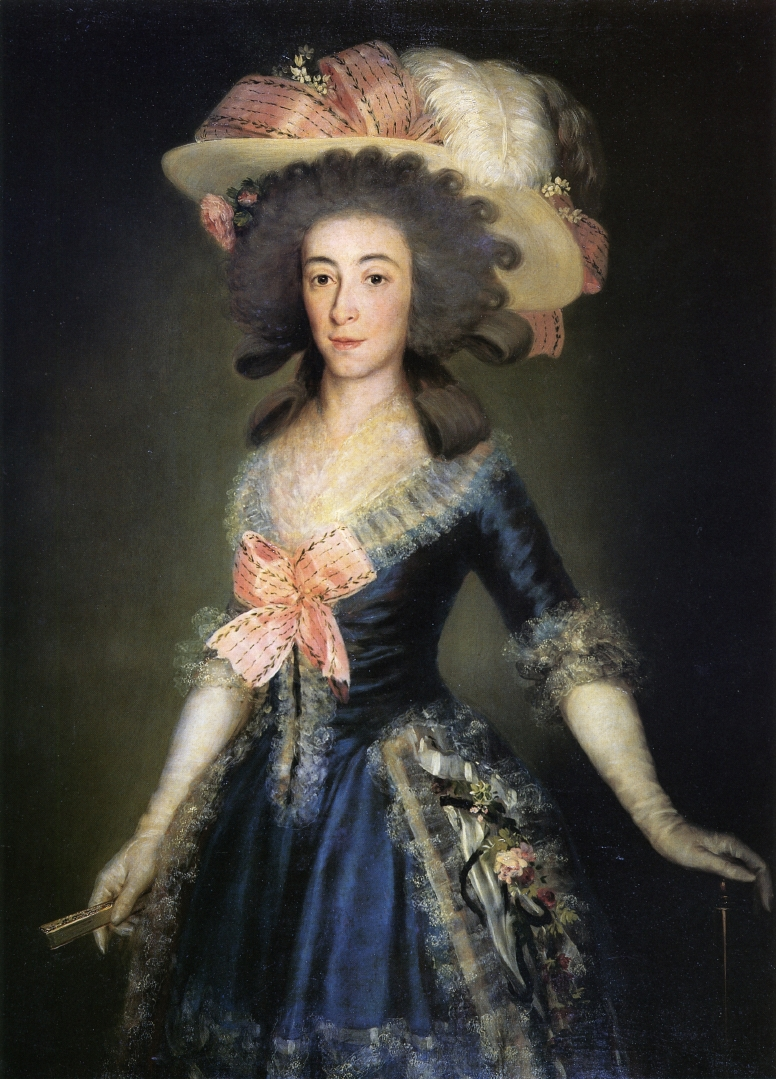
ゴヤの肖像画『オスーナ公爵夫人マリア・ホセファ・ピメンテル』。1785年ごろ。個人蔵。

タデア・アリアスは半透明の白いチュールドレスに身を包んだ全身像として描かれている。タデアは邸宅の庭で、両手に着けた子羊皮の手袋を引っ張りながら、四分の三正面を向いて立っている。彼女のドレスはレースの意匠が施され、白いチュールの下にピンクのスカートが見える。胴には同じく半透明の黒いチュールの帯を着けて、カメオのブローチを留め、銀の装飾が施された靴をはいている。肩にかかった豊かな巻き毛は当時のフランスのファッションを反映している。タデアの後方には紋章のある新古典主義様式の巨大な白い大理石の鉢が置かれており、さらにその奥には木々や植物の灰緑色の葉が見える。画面左下隅にはアリアス家とレオン家の紋章が描き込まれている。
本作品はイギリスなどヨーロッパ諸国で広まっていた典型的な肖像画の様式を示している。背景の巨大な鉢はそこが邸宅の庭であることを示しているが、ゴヤはタデアの肖像を屋外に配置することで、彼女の所有地を想起させ、その豊かな財産を連想させている。特筆すべきは、ゴヤがタデアを通して18世紀後半のロココ風ファッションを細部にまで気を配って完璧に描いたことである。ドレスの白いチュール生地は塗り重ねたスカートが透けて見てるほどの薄塗りで描写し、テュールの生地やレース、手袋、靴といった異なる質感を見事に捉えている。
タデアのポーズも優雅であり、モデルを美しく描こうとするゴヤの意図がうかがえる。加えてタデアの右手の手袋を引っ張る仕草は、まるで鑑賞者がちょうど彼女が手袋を引っ張っている最中に出会ったかのような印象を与える。この細部は肖像画にリラックスした気軽な雰囲気を与え、鑑賞者を絵画世界に引き込む効果をもたらしている。これらの要素は、ゴヤが肖像画家として非常に高く評価された資質であり、ゴヤはそれらを印刷物を通じて同時代のイギリスの画家から学んだと思われる。
制作年代については、以前は1793年から1794年と考えられていたが、美術史家ナイジェル・グレンディニングは1790年から1791年を主張した。近年はタデア・アリアスの結婚を記念するために制作されたとの見方から1789年頃の制作と考えられている。ゴヤは1792年に聴力を失って以降、肖像画の様式が変化し、モデルの顔の描写に集中する一方で大胆に背景を簡略化するようになる。本作品はそうした後年の特徴よりも1792年以前の特徴が強いと見なされている。
ただし、帰属に関しては一部で疑問視する見解が出されている。画面の冷たい色調や、タデアの顔がやや無表情であること、近年行われた肖像画の洗浄で確認された絵画の技術的特徴が、ゴヤの追随者でオスーナ侯爵家と親しかったもう1人の画家アグスティン・エステーベとよく似ていることから、この画家によって制作された可能性があることが指摘されている。

## 来歴
肖像画は2度目の結婚をした1793年にベレス・マラガで記録された。1855年にタデアが死去すると、翌年作成された彼女の財産目録に肖像画は記載されたものの、制作者の記載がなく、わずか400レアルと評価されるにとどまった。肖像画は息子であるフアン・ネポムセノ・エンリケス・アリアス（Juan Nepomuceno Enríquez Arias）に、1876年には彼の甥でタデアの孫にあたる、ガブリエル・エンリケス・イ・バルデス（Gabriel Enríquez y Valdés）とルイサ・エンリケス・イ・バルデス（Luisa Enríquez y Valdés）に相続された。1896年、ルイサ・エンリケスによって、彼女が所有していたルイス・デ・モラレスの『聖フアン・デ・リベラ』（San Juan de Ribera）および『洗礼者聖ヨハネ』（San Juan Bautista）とともに、プラド美術館に遺贈された。